# Napomyza strana
Napomyza strana är en tvåvingeart som beskrevs av Spencer 1960. Napomyza strana ingår i släktet Napomyza och familjen minerarflugor.
Artens utbredningsområde är Tanzania. Inga underarter finns listade i Catalogue of Life.